# أبو منقار
أبو منقار أو قُنْبَرور (الاسم العلمي Hemiramphus)، جنس أسماك بحرية من العظميات وفصيلة الأسقمريات الملساوات. أنواعه 12 معظمها من أسماك بحار المناطق الحارة. بعضها يعيش في البحر المتوسط ويتميز باستطالة فكه الأسفل الذي يأخذ شكل المنقار.

## الأنواع
هناك 12 نوع في جنس أبو منقار:
- أبو منقار الواثب بروس بيدن كوليت & Parin, 1978 (Jumping halfbeak)
- Hemiramphus balao Lesueur, 1821 (Balao halfbeak)
- Hemiramphus bermudensis بروس بيدن كوليت, 1962 (Bermuda halfbeak)
- Hemiramphus brasiliensis (كارولوس لينيوس، 1758) (Ballyhoo halfbeak)
- Hemiramphus bruuni (Parin، بروس بيدن كوليت & Shcherbachev, 1980)
- Hemiramphus convexus ماكس ويبر (عالم) & de Beaufort, 1922
- Hemiramphus depauperatus Lay & E. T. Bennett, 1839 (Tropical halfbeak)
- Hemiramphus far (بيتر فورسكول, 1775) (Blackbarred halfbeak)
- Hemiramphus lutkei اشيل فالنسيان, 1847 (Lutke's halfbeak)
- Hemiramphus marginatus (بيتر فورسكول, 1775) (Yellowtip halfbeak)
- Hemiramphus robustus ألبرت غونتر, 1866 (Three-by-two garfish)
- Hemiramphus saltator تشارلز هنري غيلبرت & Starks, 1904 (Longfin halfbeak)